# Dwa światy (film 1979)
Dwa światy (ang. Hardcore) − amerykański dramat kryminalny z 1979 roku w reżyserii Paula Schradera.

## Fabuła
Głęboko religijny Jake Van Dorn wysyła swoją córkę Kirsten, wraz z grupą młodzieży kalwińskiej, na kilkudniowy pobyt do parku rozrywki w Los Angeles. Wkrótce córka znika w tajemniczych okolicznościach. Śledztwo prowadzone przez policję nie daje rezultatów, więc Jake wynajmuje prywatnego detektywa. Wkrótce do rąk Jake'a trafia film, na którym rozpoznaje swoją córkę uprawiającą seks z dwójką mężczyzn.

## Obsada
- George C. Scott - Jake Van Dorn
- Peter Boyle - Andy Mast
- Season Hubley - Niki
- Dick Sargent - Wes DeJong
- Leonard Gaines - Ramada
- Dave Nichols - Kurt
- Gary Graham - Tod
- Larry Block - detektyw Burrows
- Marc Alaimo - Ratan
- Leslie Ackerman - Felice
- Charlotte McGinnis - Beatrice
- Ilah Davis - Kristen VanDorn
- Paul Marin - Joe VanDorn

## Produkcja
Zdjęcia kręcono w Grand Rapids, Los Angeles, San Diego i San Francisco.